# Kantenschutz

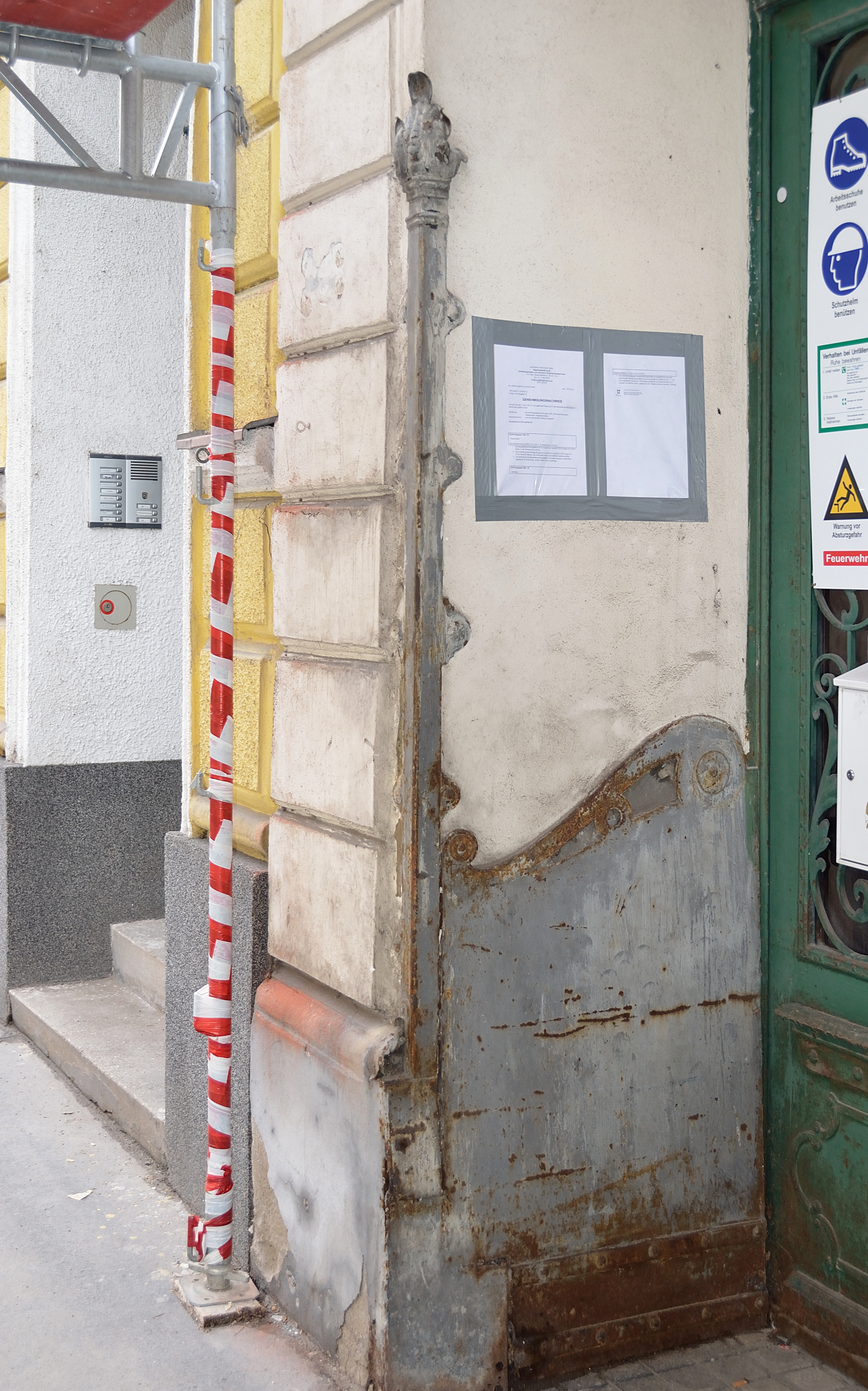
Kantenschutz aus dem Jahre 1895 am Hauseingang Aichholzgasse 16 in Wien-Meidling

Kantenschutz ist in Arbeitsschutz und Qualitätssicherung der Sammelbegriff für alle Maßnahmen, die verhindern, dass eine Kante selbst beschädigt wird, oder aber verhindern, dass eine Kante anderen Objekten oder Personen Schaden zufügt.
Neben Sicherheitsmaßnahmen wie der Kennzeichnung von Kanten umfasst der Kantenschutz auch die Kantenschutzmittel, also Objekte, welche die Kante abdecken oder eine Berührung mit ihr verhindern.
Nicht unter den Kantenschutz fällt der Schutz vor dem Absturz oder dem Stolpern über bauliche Kanten, die Absturzgefahr oder Stolpergefahr.

## Kennzeichnung von Kanten
Die Gefahrenkennzeichnung gefährlicher Kanten erfolgt international durch diagonal gelb-schwarze bzw. rot-weiße Streifen.

## Kantenschutzmittel
In der Logistik ausschlaggebend ist die EN 13393 Verpackung – Spezifikation für Kantenschutzmittel.
- Für die Verpackung von Blechen werden meist spezielle Kantenschutzprofile aus Kunststoff oder Pappe verwendet. Diese schützen einerseits vor Verletzungen beim Transport von Hand oder durch Anstoßen und verhindern andererseits Korrosion, indem sie die Oxidschicht an den Rändern schützt.

Unter den Begriff fallen auch alle Unterlagen zwischen Ladung oder dem Gut und dem Sicherungs- und Anschlagmittel, die ein Durchscheuern an einer Kante des Gutes verhindern sollen. Im Falle des Durchscheuerns wird das Sicherungsmittel unwirksam, und es kann zu einer Ladungsverschiebung kommen, oder das Gut könnte beim Heben herabfallen, beides Ereignisse mit großem Schadenspotential. Außerdem führen auch kleine Schäden an Sicherungs- oder Anschlagzeug längerfristig zu Verschleiß, die deren Qualität und Verlässlichkeit beeinträchtigen.
Darüber hinaus kommt dem Kantenschutz bei der Ladungssicherung eine wichtige Funktion bei der Kraftverteilung zu. Nur mit dessen Verwendung wird auch auf der Seite. die dem Spannelement abgewandte ist, eine ausreichend hohe Vorspannkraft erzielt. Ohne Kantenschutz wäre die Gleitreibung zwischen Sicherungsmittel und zu sicherndem Gut zu hoch.
Als Scharfe Kante gilt in diesem Kontext, „wenn der Kantenradius (r) kleiner ist als der Durchmesser (d) des Anschlagmittels.“ (DIN 15020-1 Hebezeuge; Grundsätze für Seiltriebe, Berechnung und Ausführung)
- Zu den Kantenschutzmitteln rechnet man in diesen Zusammenhang  Kantenschutzwinkel und Kantenschutzplatten, die über die Kante gelegt werden, Kantenreiter, die über zwei Kanten (‚Kanten‘ flächiger Objekte) gesteckt werden, diverse Ummantelungen (Kantenschutzmantel) sowie Rundschlingen und Schutzschläuche, die über das Seil- und Gurtwerk gezogen werden.[4]

Redet man von Kantenschutzwinkeln, so versteht man darunter meist mehrlagige Profile aus Graukarton, Kraftliner oder diversen Verbundmaterialien, welche die Eigenschaften der Profile beeinflussen. Dabei erfüllen sie neben ihrer ureigentlichen Bestimmung, nämlich die Kanten von Waren und Gütern zu schützen, auch Zusatzaufgaben. Kantenschutzwinkel mit Aluminiumbeschichtung trotzen der Witterung und behalten ihre Schutzeigenschaften auch bei Nässeeinwirkung. Kantenschutzwinkel mit V-förmigen Ausstanzungen sichern Kanten von runden Gütern und können in Länge und Form individuell angepasst werden.
- Bei Feuerwehr, THW und Katastrophenschutz versteht man unter Kantenschutz alle Hilfsmittel, die zum Schutz nichtbeweglicher Seile oder Gurte an scharfen Kanten verwendet werden. Hierfür können alte Decken, Handschuhe o. ä. verwendet werden, im Absturzsicherungsset sind jedoch auch handelsübliche Kantenschütze enthalten.
- Auch beim Klettern ist an Kletterorten mit scharfkantigen Felsen ein Kantenschutz notwendig, da es ohne diesen auch hier zu einem Durchscheuern des Seils kommen oder bei einem Sturz ins Seil dieses an der Kante zerrissen werden kann.

Im Maschinenbau benutzt man analog als Kantenschutz Kunststoff- oder Gummiprofile, die verhindern, dass elektrische Leitungen und Kunststoffschläuche an scharfen Kanten durchgescheuert werden. Die Anwendung von Kantenschutz ist besonders wichtig bei Teilen, die sich im Betrieb bewegen.